# 京都市立元町小学校
京都市立元町小学校（きょうとしりつ もとまちしょうがっこう）は、京都府京都市北区にある公立小学校。

## 概要

### 所在地
- 京都市北区小山西元町14

## 沿革
- 1936年（昭和11年）
  - 9月 - 第三室町尋常小学校開校[1]。今宮通（六間道路）以北を第二室町校との区域境界として創設され[2]、第二室町校（現・京都市立紫明小学校）から 1 - 4年生 276名分離[3]。288名の児童を収容[4]。
  - 10月19日 - 開校式挙行[1]
- 1941年（昭和16年）4月 - 国民学校令により元町国民学校と改称[5]
- 1947年（昭和22年）4月 - 学制改革により京都市立元町小学校と改称[5]

## 通学区域
通学区域は元町学区の区域に一致する。

## 卒業後の進路
卒業後は基本的に京都市立加茂川中学校に進学する。

## アクセス
- 京都市営バス北8号系統「元町」停留所下車

## 元町学区
元町学区（もとまちがっく）は、京都市の学区（元学区）のひとつ。京都市北区に位置する。元町小学校の通学区域をおおよその範囲とする、京都市の地域自治の単位となっている。
明治25年（1892年）に学区制度により室町校の通学区域を範囲とする学区として上京第2学区が成立し、大正7年（1918年）4月1日に愛宕郡上賀茂村の一部（大字小山の全部と大字上賀茂の一部）の区域が組み入れられた。
昭和4年（1929年）に、学区名が小学校名により改称され、上京第2学区から室町学区となった。学区内には、昭和5年（1930年）に第二室町校（のちに校名を紫明に改称）が現校地で開校式を挙行し、昭和11年（1936年）に第三室町校（のちに校名を元町に改称）が創立された。
昭和16年（1941年）に国民学校令の施行により学区の根拠が失われ（京都市の学区そのものは昭和17年（1942年）に廃止）、昭和16年6月に国民学校の通学区域を単位とする町内会連合会が発足。第三室町小から改称した元町国民学校の通学区域を単位として元町町内会連合会が設置され、戦後のポツダム政令による解体ののち、住民自治の単位である現在の元町学区となり、現在も地域自治の単位として用いられている。
元町学区は昭和30年（1955年）9月、上京区から分区して成立した北区に位置することになった。

### 地理
元町学区は、京都市北区の南部に位置し、東は賀茂川右岸まで、南は今宮通、西は新町通、北は上賀茂橋の架かる玄以通におおむね囲まれる。南側が紫明学区、西側が紫竹学区・鳳徳学区、東側が下鴨学区（左京区）、北側が上賀茂学区と接する。区域は、単独町名と小山を冠する町名の一部から構成される。面積は0.277 平方キロメートルである。

### 人口・世帯数
京都市内では、概ね元学区を単位として国勢統計区が設定されており、元町学区の区域に設定されている国勢統計区（北区第10国勢統計区）における令和2年（2020年）10月の人口・世帯数は3,083人、1,469世帯である。

### 元町学区の町名
元町学区に含まれる公称町は以下のとおり。
- 小山北玄以町
- 小山東玄以町
- 小山西玄以町
- 小山元町
- 小山東元町
- 小山西元町
- 小山上花ノ木町[町 1]
- 小山上板倉町
- 小山上初音町[町 1]
- 小山初音町[町 1]
- 小山板倉町
- 小山花ノ木町[町 1]

1. 1 2 3 4  町域の一部が元町学区にあたる。